# Peugeot 806 Procar
Der Peugeot 806 Procar ist ein Rennwagen, den die belgische Niederlassung von Peugeot in Zusammenarbeit mit dem Rennteam Kronos Racing für die 24 Stunden von Spa-Francorchamps entwickelte. Der Wagen basiert auf dem Serienmodell Peugeot 806, einem Van, und wurde für den Einsatz im internationalen Langstreckenrennsport modifiziert. Damit wollte Peugeot die Bekanntheit des 806 steigern und demonstrieren, dass ein Familienvan auch im Motorsport konkurrenzfähig sein kann.

## Entwicklung
Die Idee zur Entwicklung des Peugeot 806 Procar entstand im Frühjahr 1995. Pascal Witmeur, damaliger Marketingverantwortlicher von Peugeot Belgien und passionierter Rennfahrer, war federführend für das Projekt verantwortlich. In nur etwa zwei Monaten wurde der Plan verwirklicht.
Für die technische Ausführung war das belgische Rennteam Kronos Racing zuständig, das bereits Erfahrung mit dem Aufbau von Rennfahrzeugen auf Basis von Serienmodellen hatte. Die Entwicklung wurde sowohl logistisch als auch finanziell durch Peugeot Belgien unterstützt. Das Projekt wurde auch als öffentlichkeitswirksame Aktion zur Steigerung der Markenbekanntheit und zur Betonung der sportlichen Anlagen der Marke entworfen.
Die Präsentation des Fahrzeugs erfolgte medienwirksam kurz vor dem Start der 24 Stunden von Spa 1995, an denen es teilnehmen sollte.

## Technische Daten
Obwohl die Karosserie des Peugeot 806 Procar äußerlich weitgehend dem Serienmodell ähnelte, wurde sie für den Renneinsatz umfassend überarbeitet. Das Chassis erhielt eine massive Verstärkung und wurde mit einem Überrollkäfig ausgerüstet.
Das Fahrwerk stammte aus dem Peugeot 405 Mi16 Supertourisme, einem für die französische Supertourenwagen-Meisterschaft entwickelten Modell. Auch der Motor wurde nicht vom Serien-806 übernommen: Stattdessen kam ein Vierzylinder-Saugmotor zum Einsatz, dessen Basis vom Peugeot 306 Maxi aus dem Rallyesport stammte. Die Zylinderkopf-Technik wurde hingegen vom 405 Mi16 übernommen, jedoch mit robusteren Stahlventilen statt Titanbauteilen ausgestattet – vermutlich, um die Lebensdauer im Langstreckenbetrieb zu erhöhen.
Der Motor leistete etwa 280 PS bei einem Gesamtgewicht des Fahrzeugs von nur 1100 Kilogramm. Damit verfügte der Procar-Van über ein bemerkenswertes Leistungsgewicht, das mit damaligen Tourenwagenmodellen konkurrieren konnte.
| Technische Daten       | Details                                                      |
| ---------------------- | ------------------------------------------------------------ |
| Fahrzeugtyp            | Rennversion des Peugeot 806 (Van)                            |
| Motor                  | 2,0-Liter-Vierzylinder-Saugmotor                             |
| Motorherkunft          | Basis Peugeot 306 Maxi, Zylinderkopf vom 405 Mi16            |
| Leistung               | ca. 280 PS                                                   |
| Getriebe               | Renngetriebe (mechanisch, 5-Gang)                            |
| Antrieb                | Frontantrieb                                                 |
| Fahrwerk               | Übernommen vom Peugeot 405 Mi16 Supertourisme                |
| Karosserie             | Verstärktes Serienmodell mit maßgeschneidertem Überrollkäfig |
| Gewicht                | ca. 1100 kg                                                  |
| Bremsen                | Rennsport-Bremsanlage                                        |
| Sicherheitsausstattung | Maßgeschneiderter Überrollkäfig, Rennsitz, 6-Punkt-Gurt      |

## Renngeschichte
Der Peugeot 806 Procar hatte sein Renndebüt bei den 24 Stunden von Spa-Francorchamps im Juli 1995. Eingesetzt wurde das Fahrzeug in der Division 2 der Procar-Kategorie, die Fahrzeugen mit Frontantrieb und begrenzter Motorleistung vorbehalten war.
Das Fahrerteam bestand aus Pascal Witmeur, Éric Bachelart und Philippe Verellen – allesamt erfahrene Rennfahrer. Der Van qualifizierte sich überraschend auf dem 12. Startplatz von insgesamt 46 Teilnehmern. Während des Rennens fuhr der Peugeot 806 Procar konstant in den Top 3 seiner Klasse und überraschte Beobachter und Konkurrenz durch seine Standfestigkeit und Agilität.
Nach etwa 10 Stunden Renneinsatz musste das Fahrzeug wegen Problemen mit der Ölpumpe sowie Bremsproblemen das Rennen vorzeitig beenden. Trotz des Ausfalls sorgte das Fahrzeug für großes mediales Aufsehen und wurde als eines der ungewöhnlichsten Teilnehmerfahrzeuge in der Geschichte des Rennens bezeichnet.
| Fahrer            | Runden gefahren | Bemerkungen                                           |
| ----------------- | --------------- | ----------------------------------------------------- |
| Pascal Witmeur    | ca. 70          | Startfahrer, konstante Leistung                       |
| Éric Bachelart    | ca. 60          | Wechselte nahtlos, zuverlässig                        |
| Philippe Verellen | ca. 30          | Beendete den letzten Stint vor Ausfall                |
| Gesamt            | ca. 160 Runden  | Ausfall nach ca. 10 Stunden (Ölpumpe & Bremsprobleme) |

## Ergebnisse und Nachwirkung
Der Peugeot 806 Procar konnte das Rennen zwar nicht beenden, hinterließ jedoch einen bleibenden Eindruck. Der Bau eines Rennwagens auf Van-Basis wurde in Motorsportkreisen als originell und technisch gelungen gewürdigt. Auch in der Fachpresse löste das Fahrzeug Schlagzeilen aus – insbesondere, weil es ein vollwertiges Rennauto mit Van-Karosserie war, das es in dieser Form vorher und danach kaum gegeben hatte.
Nach dem Rennen wurde der Wagen bei Kronos Racing eingelagert. Jahre später wurde das Fahrzeug restauriert und mehrfach bei Events ausgestellt. 2021 bot das Auktionshaus Aguttes den Procar-Van an – allerdings ohne Motor und Getriebe, die im Laufe der Zeit ausgebaut worden waren. Der geschätzte Marktwert lag zwischen 50.000 und 80.000 Euro.